# XXXVe siècle av. J.-C.
Ve millénaire av. J.-C. |
IVe millénaire av. J.-C. |
IIIe millénaire av. J.-C.
XXXVe siècle av. J.-C.
| XXXIIIe siècle av. J.-C. 
| XXXIIe siècle av. J.-C.
| XXXIe siècle av. J.-C.
Liste des siècles

Cet article présente la chronologie d'événements connus des XXXVe et XXXIVe siècles av. J.-C., de 3500 à 3300 av. J.-C., soit plutôt vers la fin du Néolithique.

## Afrique

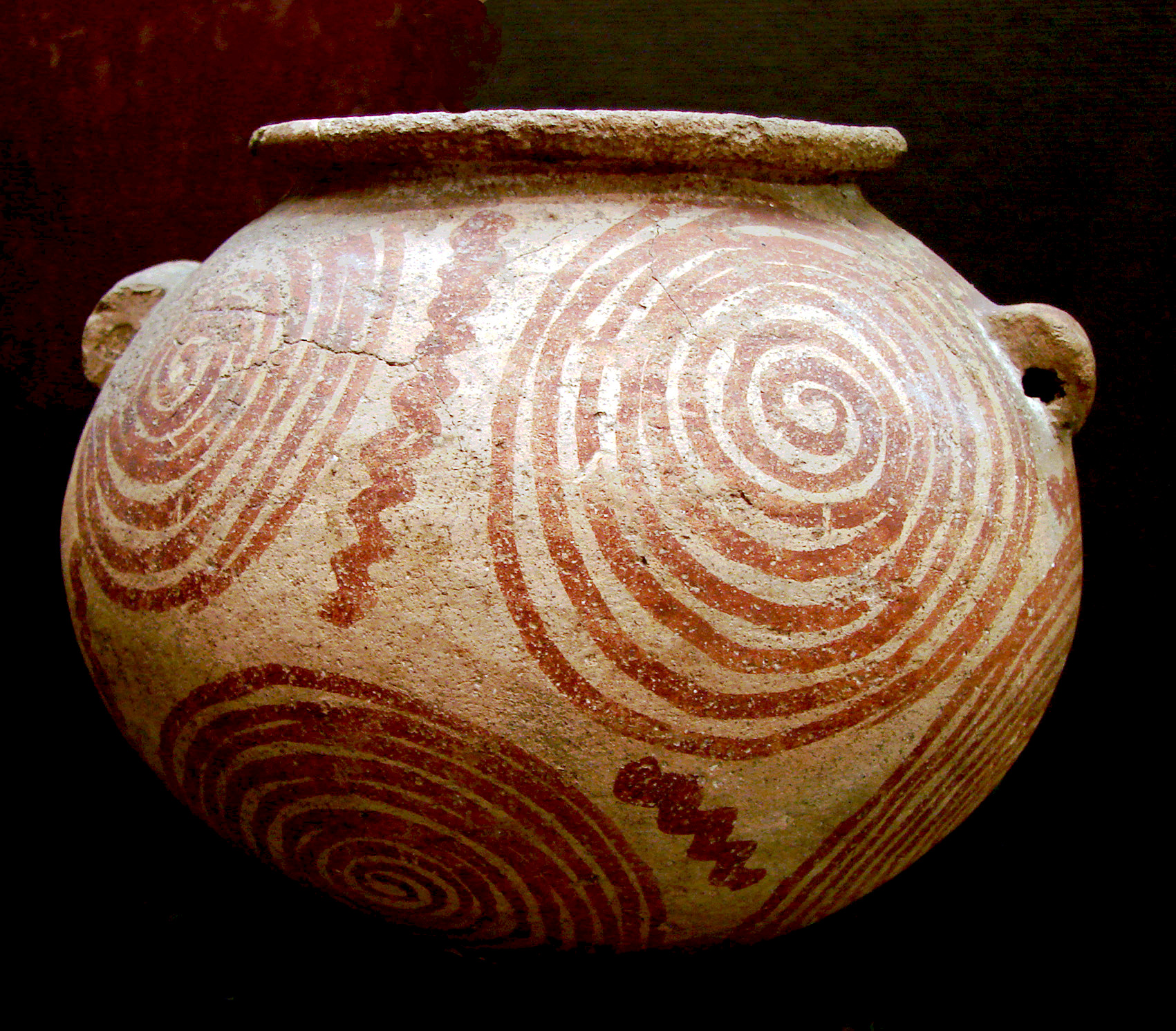
Vase à décor d'ondulations et de spirales, Égypte prédynastique, période de Nagada II (musée de Laon, Aisne, Picardie et Hauts-de-France).

- Vers 3500-3400 av. J.-C. : le site de Khor Dahoud[Où ?] est le lieu d’échange entre l’Égypte des époques de Nagada II et III et la culture du groupe A de Basse-Nubie. 578 silos et de nombreuses jarres attestent de l’intensité du commerce de vin, bière, huiles, poteries nagadiennes, contre de l’ivoire, ébène (heben[Comment ?]), encens, or, des peaux de félins, probablement[1].
- Vers 3500-3200 av. J.-C. : culture de Nagada II ou Gerzéen, en Égypte.
  - Évolution et extension progressive des traits culturels de Nagada au nord de la vallée du Nil (quartier cairote de Maadi)[2]. La culture de Nagada étend progressivement son influence depuis la Haute-Égypte jusqu’au delta du fleuve. Elle se caractérise notamment par un art et une technique remarquables : peinture au trait blanc sur fond lisse rosé, outils et armes, sculpture sur les vases et les manches de couteaux, figurines d’ivoire ou d’argile, statues.
  - Bas-reliefs taillés sur une ou deux faces de palettes scutiformes, en schiste, représentant des scènes de chasse ou des luttes entre clans avant la constitution de royaumes.
  - Apparition de premières cités dans la vallée du Nil, bâties sur des éminences naturelles échappant à la crue (les kôms), se structurant architecturalement à l’intérieur d’enceintes (El Kab, Nekhen, île Éléphantine, Abydos)[3].

## Asie
- Vers 3500 av. J.-C. : figurines en terre cuite de Mehrgarh, au Pakistan actuel, représentant des femmes assises très schématisées, avec un large collier, des seins appliqués et de larges hanches, symboles de fécondité[4].

## Proche et Moyen-Orient
- Vers 3600-3500 av. J.-C. : au début de la période d'Uruk, Suse semble basculer dans l’orbite mésopotamienne et prendre des distances avec l’univers persan voire iranien actuel. L’expansion de la culture d’Uruk en Iran, sans qu’on puisse savoir s’il s’agit d’une emprise culturelle, économique et commerciale (vraisemblablement), ou militaire (peu crédible, au moins sous la forme d’une conquête unique et continue), laisse des traces aussi bien à Godin Tepe, dans le nord, qu’à Sialk, en bordure du désert central.
- Vers 3500 av. J.-C. : fragments de poteries trouvés à la source de Gihon, près de Jérusalem[5].
- Vers 3500-3100 av. J.-C. :
  - période d'Uruk récente (niveaux V à IV). Dès le niveau V, et sûrement bien avant encore, il est certain qu’Uruk n’est plus un village mais est devenue une cité. L’É-anna, temple calcaire d’Uruk (niveau V), est construit selon la forme tripartite mise au point lors de la période d'Obeïd mais avec des proportions grandioses : 30 sur plus de 80 mètres, avec une salle centrale large de 12 m[6].
  - Occupation de Habuba Kabira, en actuelle Syrie du Nord (Uruk V et IV)[3].
  - Relations entre le monde d’Uruk et Bouto (en Égypte), via la Syrie du Nord[3].
- Vers 3500-3000 av. J.-C. : fondation d’Ebla, en Syrie (Mardikh I)[7].
- Vers 3400-3300 av. J.-C. : débuts de l'écriture en Mésopotamie, pendant la période d'Uruk récente, à Tell Brak, Uruk et Suse, dont on trouve des traces sur des tablettes pictographiques et idéographiques d'argile, utilisées pour les comptes commerciaux (opérations administratives et comptables, listes systématisées de caractères)[8]. Cette région du monde passe de la Préhistoire à l'Histoire, la première en cela à faire cette transition.

## Europe
- Vers 3500 av. J.-C. : construction du Bryn Celli Ddu, tombe à couloir, au pays de Galles[9].

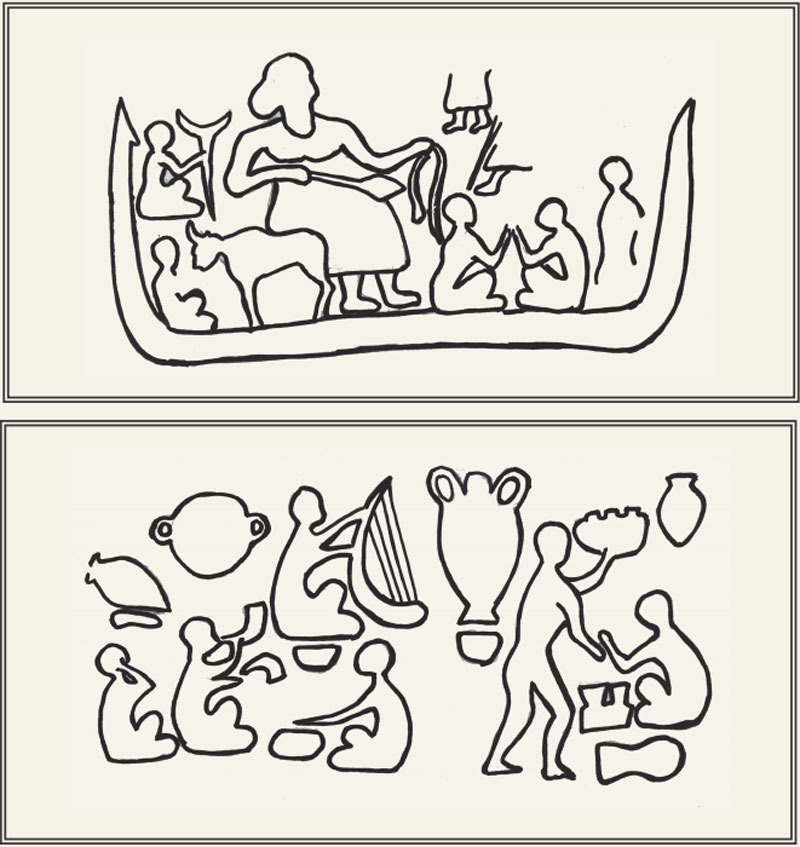
Représentation de l'empreinte du sceau-cylindre de Chogha Mish ; un harpiste est entouré de musiciens manipulant des percussions (claquoir et tambour).

- Vers 3500-3100 av. J.-C. : deuxième vague de l’expansion des Proto-Indo-Européens, selon l’hypothèse kourgane formulée par Marija Gimbutas[10]. Venus de la steppe pontique, ils pénètrent en Europe centrale. Entre 3500 et 2500 av. J.-C., les Indo-Européens se différencient en Celtes, en Germains, en Proto-Slaves-Baltes, qui s’établissent en Europe centrale, et en Grecs et Italiotes qui descendent vers le monde méditerranéen[11].

## Inventions, découvertes, introductions
- Vers 3500 av. J.-C. :
  - première représentation de harpe découverte sur un sceau-cylindre gravé sur le site de Chogha Mish, en Susiane, dans le sud-ouest de l'Iran[12] ;
  - invention du tour de potier[13] ; la tournette de potier apparaît à peu près en même temps en Mésopotamie, en Égypte, en Chine et dans la vallée de l'Indus ; il s'agit d'un petit plateau circulaire pivotant, ancêtre du tour de potier ; cette invention favorise le développement de la poterie et la production de vases standardisés ;
  - plus anciennes perles connues, fabriquées avec des coquilles d'œufs d'autruche en Afrique de l'Est ; à partir de cette date, ces perles sont répandues dans tout l'Est africain[14] ;
  - développement de la culture du coton et fabrication de filets de pêche et de tissus sergés sur les hautes terres et dans les plaines côtières du sud du Pérou (sites de Chilca et Ancón) ; le lama est utilisé comme animal de bât, mais aussi pour sa laine et son lait, dans les hautes terres et les plaines côtières du sud du Pérou[15] ;
- vers 3400-3300 av. J.-C. : invention de l'écriture en Mésopotamie.